# Gabriel Curuchet
Gabriel Ovidio Curuchet (Buenos Aires, 24 de junio de 1963) es un ciclista argentino especialista en el ciclismo en pista. Sus principales éxitos serían las tres medallas al Campeonato del mundo de madison, junto con su hermano Juan. Recibió el Premio Konex 2000 en ciclismo.

## Palmarés en ruta
- 1985
  - Campeón de Argentina en ruta
- 1991
  - Vencedor de una etapa a la Vuelta en Argentina
- 2000
  - Campeón de Argentina en ruta

## Palmarés en pista
- 1999
  - 1.º en los Juegos Panamericanos en Persecución
- 1995
  - 1.º en los Seis días de Mar del Plata (con Juan Curuchet)
- 1999
  - 1.º en los Juegos Panamericanos en Madison (con Juan Curuchet)
  - 1.º a los Seis días de Buenos Aires (con Juan Curuchet)
- 2000
  - 1.º en los Seis días de Buenos Aires (con Juan Curuchet)

### Resultados a la Copa del Mundo en pista
- 1996
  - 1r a Cale y en La Habana, en Madison
- 1998
  - 1r a Cale, en Madison
- 1999
  - 1r a Frisco y Valencia, en Madison